# László Kozma
László Kozma (Miskolc, Hungria, 28 de novembro de 1902 − Budapeste, 9 de novembro de 1983) foi um engenheiro eletricista húngaro, projetista do primeiro computador digital da Hungria, membro pleno da Academia de Ciências da Hungria.
Devido a regulações do numerus clausus sua inscrição para a Universidade de Tecnologia e Economia de Budapeste foi rejeitada em 1921, e ele começou a trabalhar como eletricista. Entre 1925 e 1930 estudou na Universidade Técnica de Brno, onde graduou-se como engenheiro eletricista em 1930, sendo então promovido pelo escritório de Antuérpia da ITT Inc. para projetar quadros de conexão telefônica automatizados e computadores eletromecânicos. Retornou para a Hungria em 1942, sendo deportado em 1944 para o Campo de Concentração de Mauthausen. Retornou em agosto de 1945 em lastimáveis condições físicas, trabalhou depois para uma companhia de eletricidade húngara, Standard Electrical Co. como engenheiro projetista. Foi preso pelo governo comunista em 1949, e sentenciado a 15 anos de prisão no julgamento show chamado Standard Gate. Foi reabilitado e solto da prisão em 1954, lecionando como professor na Universidade de Tecnologia e Economia de Budapeste entre 1955 e 1972.
Suas principais pesquisas foram na área da automação da tecnologia telefônica, porém é mais notável pelo primeiro computador digital húngaro (chamado MESZ–1), que projetou e construiu entre 1955 e 1957. Foi membro correspondente (1961) e pleno (1976) da Academia de Ciências da Hungria.
Recebeu o Prêmio Pioneiro da Computação de 1996.

## Publicações selecionadas
- The new digital computer of the Polytechnical University, Budapest. in: Periodica Polytechnica 1959. 321–343.
- Távbeszélő technika I–II. [Telecommunication technologies.] Budapest, 1966–1967, 366 + 184 p. (com Béla Frajka)